# Jonathan Homer Lane
Jonathan Homer Lane (* 9. August 1819 in Geneseo, New York; † 3. Mai 1880 in Washington, D.C.) war ein amerikanischer Astrophysiker und Erfinder.

## Leben
Lane stammte aus einer Farmerfamilie und erhielt seine frühe Bildung zu einem Großteil von seinen Eltern. Von 1839 an besuchte er die Phillips’ Academy in Exeter, New Hampshire. 1846 schloss er sein daran anschließendes Studium der Mathematik an der Yale University ab.
Nach kurzen Tätigkeiten als Lehrer und bei der Coast Survey (einer Vorgängerbehörde der National Oceanic and Atmospheric Administration) nahm er 1848 eine Stelle im Patentamt an, wo er als „principal examiner“ bis 1857 blieb. Nachdem er dort aus politischen Gründen aufhörte, eröffnete er in Washington ein Patentanwaltsbüro und ging dieser Tätigkeit einige Jahre nach. In dieser Zeit begann er Geräte zu bauen, unter ihnen nach eigenen Angaben eine elektrische Maschine, die in der Lage war die reellen Wurzeln von Polynomen zu bestimmen, sowie einen optischen Telegraphen. Er interessierte sich auch für die mathematischen Zusammenhänge der Induktion, führte seine Experimente aber wahrscheinlich nicht zu Ende durch.
1860 zog Lane nach Pennsylvania, wo in Venange County neue Ölfelder erschlossen wurden und so bessere Verdienstmöglichkeiten bestanden, als in Washington. 1866 kehrte er aber wieder zurück um sich der Wissenschaft zu widmen, zunächst zusammen mit seinem langjährigen Freund Joseph Henry. Er beschäftigte sich experimentell mit dem absoluten Temperaturnullpunkt und 1870 mit der Quecksilbersäule für das Office of Weights and Measures, für das er seit 1869 tätig war. Im gleichen Jahr erschienen seine Untersuchungen zur Temperatur der Sonne und ihrer inneren Struktur. Diese  Untersuchungen zur thermodynamischen Struktur eines selbst gravitierenden Gasballs sollten ihn zum Begründer der Theorie der Sternevolution machen, zusammen mit Robert Emden ist er der Namensgeber der Lane-Emden-Gleichung. Ihre Lösungen liefern den Temperatur- und Dichteverlauf in einem solch vereinfachten Sternmodell und erlauben auch eine Berechnung des Sternradius, bei dem sich der thermodynamische Druck und die Gravitation die Waage halten.
Zur gleichen Zeit beschäftigte sich Lane aber auch mit den Auswirkungen der Gezeitenkräfte und dem Längenausdehnungskoeffizienten des British Standard Yard.
Seine Zeitgenossen erlebten ihn als einen langsamen, gewissenhaften Menschen, der sich sorgfältig und mathematisch präzise auszudrücken pflegte. Er blieb zeitlebens ledig.
1872 wurde Lane in die National Academy of Sciences gewählt.
Der Mondkrater Lane (9°30′S 132°00′O / 9.5°S 132.0°O) trägt seinen Namen.

## Publikationen
- On the law of electric conduction in metals. - Am. Jour. Sci., 1846 (2), I, 230–241.
- Notice of a novel mode of discharging a Leyden battery, with an explanation of its theory. - Am. Jour. Sci., 1849 (2), VII, 418–419.
- On the law of the induction of an electrical current upon itself and of electrical discharges in straight wires. - Proc. Am. Assoc. Adv. Sci. Charleston, 1850, I I I, 359–361.
- On the law of the induction of an electric current upon itself when developed in a straight prismatic conductor, and of discharges of machine electricity through straight wires. - Am. Jour. Sci., 1851 (2), XI, 17–35.
- A visual method of effecting a precise automatic comparison of time between distant stations. - Am. Jour. Sci., 1860 (2), XXIX, 43–49.
- On a mode of employing instantaneous photography as a means for the accurate determination of the path and velocity of a shooting star, with a view to the determination of its orbit. - Am. Jour. Sci., 1860 (2), XX,'42–45. - Jour. Photogr. Soc, 1860, VI, 302–304.
- On the physical constitution of the sun (title only). Report Nat. Acad. Sci., Washington, April 15, 1869.
- Report to Mr. Hilgard of observations on the total solar eclipse as observed at Des Moines, Iowa, August 7, 1869 (dated August 28, 1869). - Coast Survey Rep., 1869, 42, 167–169.
- On observations of the eclipse of the sun made at Des Moines, Iowa, August 7, 1869. A report, dated August 28, 1869, to the Superintendent of yie United States Naval Observatory. Published in Astr. & Met. Obs. U. S. Naval Observatory, 1867, Append. II, 165–173.
- On the theoretical temperature of the sun, under the hypothesis of a gaseous mass maintaining its volume by its internal heat and depending on the laws of gases as known to terrestrial experiments. - Am. Jour. Sci., 1870 (2), L, 57–74.
- Description of a new form of mercurial horizon, in which the vibrations are speedily extinguished. - Proc. Am. Assoc. Adv. Sci., Troy, 1870, XIX, 59–61.
- Report to Professor Benjamin Peirce, superintendent, on observations of the total solar eclipse observed at Catania, Sicily, on December 21, 1870. - Coast Survey Rep., 1870, 120–125.
- Description of a new form of mercurial horizon [invented for the use of the Office of Weights and Measures, in the report of which its uses will be mentioned, but the description of the apparatus is given in the report of the Coast Survey]. - Coast Survey Report, 1871, I I, 181–192.
- On the determination of the volume of a sphere (title only). - Proc. Nat. Acad. Sci., New York, October 30, 1873.
- On the coefficient of expansion of the British standard yard, bar bronze No. 11, being a new discussion of the experiment of Sheepshanks and of Clarke. - Report C. and G. Survey, 1877, 148, 155–166.

(This is chapter XV of the report of J. E. Hilgard on the comparison of American and British standard yards, dated July 10, 1880, Append. XII, C. and G-. Survey Report, 1877.)